# Rocchetta Cairo
Rocchetta Cairo o semplicemente Rocchetta (Rochëtta in piemontese) è una frazione di circa 1 100 abitanti del comune di Cairo Montenotte, in provincia di Savona. Già comune autonomo, fu accorpato nel 1880 all'ente cairese con il regio decreto di Umberto I.

## Geografia fisica
Sorge a 340 m s.l.m. sulla riva destra della Bormida di Spigno, che lambisce il centro storico e con un'ampia ansa forma una modesta pianura, sede dell'oasi faunistica della piana di Rocchetta. Il centro dista circa 6,5 km dal capoluogo comunale.

## Storia
Le vicende storiche del soppresso comune di Rocchetta Cairo o Rupecula Cariensis (nome antico) seguirono parallelamente gli eventi del passato che interessarono l'odierno territorio cairese.
Il borgo di Rocchetta si sviluppò inizialmente attorno al locale castello, edificato presumibilmente nel X secolo, possedimento dei Cavalieri Ospitalieri di San Giovanni. Tra i feudatari del borgo gli Incisa di Camerana e quindi i Ponte di Scarnafigi. Il 5 novembre del 1235 la famiglia Del Carretto, signori feudali di Cairo, acquistò dai Cavalieri ospitalieri il castello di Rocchetta Cairo.
Le terre appartenute ai Del Carretto passarono nel 1322 a Manfredo IV, marchese di Saluzzo, e furono quindi da questi cedute l'8 febbraio 1337 (o nel 1339) ai fratelli Scarampi, ricchi banchieri e commercianti di Asti, che furono feudatari dapprima del Comune di Genova e in seguito (9 luglio 1419) del marchesato del Monferrato con la riunione dei due principali feudi.
Nel XVI secolo il territorio cairese venne coinvolto nelle guerre fra le truppe imperiali e quelle francesi fino alla pace nel 1599. Il 5 ottobre 1735 la maggior parte del territorio passò sotto il dominio del Regno di Sardegna, il 30 agosto 1736 con la pace di Vienna venne ceduto tutto il feudo.
Con la dominazione francese il territorio di Rocchetta Cairo rientrò dal 2 dicembre 1797 nel Dipartimento del Letimbro, con capoluogo Savona, all'interno della Repubblica Ligure annessa al Primo Impero francese. Dal 28 aprile del 1798 con i nuovi ordinamenti francesi, fece parte del I cantone, capoluogo Savona, della Giurisdizione di Colombo e dal 1803 centro principale del I cantone di Savona nella Giurisdizione di Colombo. Dal 13 giugno 1805 al 1814 venne inserito nel Dipartimento di Montenotte.
Nel 1815 fu nuovamente inglobato nel Regno di Sardegna, così come stabilì il Congresso di Vienna del 1814 anche per gli altri comuni della repubblica ligure, e successivamente nel Regno d'Italia dal 1861. Dal 1859 al 1880 (anno della soppressione e aggregazione al comune di Cairo) il territorio fu compreso nel IV mandamento di Cairo del circondario di Savona facente parte della provincia di Genova; nel 1927 anche il territorio comunale cairese passò sotto la neo costituita provincia di Savona.
Belle ville nobiliari della prima metà del 1900, la rendevano meta di turismo estivo; negli ultimi anni sta avendo un nuovo sviluppo edilizio di tipo residenziale, meta di giovani e nuove famiglie.

## Monumenti e luoghi d'interesse

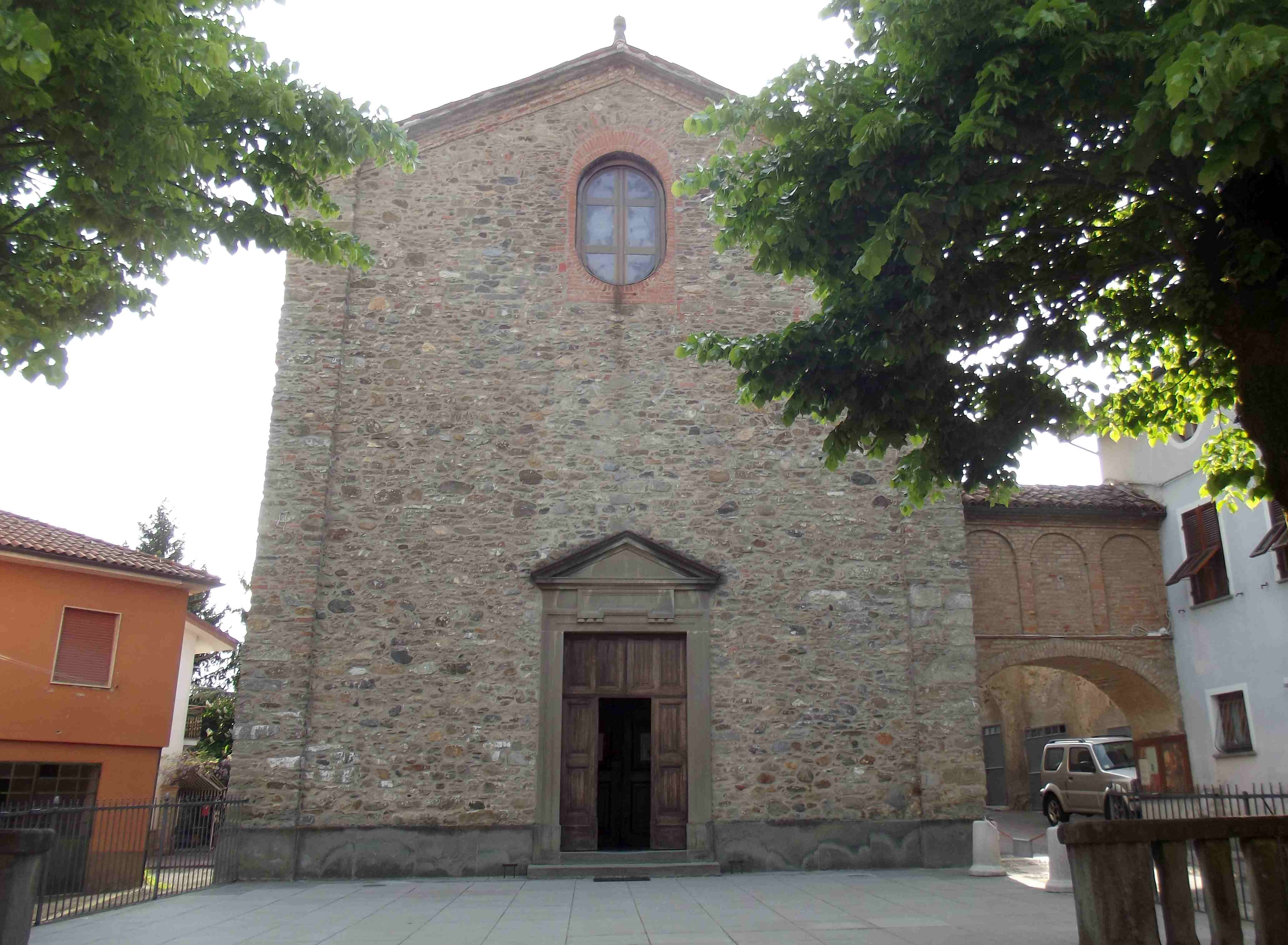
La chiesa parrocchiale di Sant'Andrea

### Architetture religiose
- Chiesa parrocchiale di Sant'Andrea. La parrocchiale ha una facciata in pietra e sagrato in tipica arenaria locale; all'interno pregevoli affreschi e stucchi d'epoca barocca, il crocifisso sull'altare maggiore e una statua della Madonna del Rosario attribuiti alla scuola del Maragliano. Cosa la rende importante è senz'altro il ritrovamento di due opere di inestimabile valore. Nel 2013 una campagna di studi dell'organo presente sulla cantoria ne ha permesso di attribuire la paternità dello strumento a Tommaso II Roccatagliata e databile al XVIII secolo; con l'inizio del restauro e il procedere dei lavori ci si imbatté in un'altra scoperta artistica: alle sue spalle e ricoperto di calce la presenza di dipinto - raffigurante l'Ultima cena - di autore sconosciuto e datato presumibilmente tra la fine del Cinquecento e l'inizio del Seicento.

### Architetture civili
Per le vie del paese, sulle facciate delle case artistici murales di pittori locali abbelliscono il centro, come anche numerosi pannelli in ceramica recanti frasi provenienti dagli scritti di Giuseppe Cesare Abba.
Nel centro del paese si può trovare un grande campetto in cemento armato
Tra le ville della prima metà del 1900, villa Josephine, appartenuta alla famiglia genovese dei Casella, adibita a plesso scolastico (scuola dell'infanzia, scuole elementare, biblioteca pubblica). Qui lo scrittore Alberto Casella ha scritto e ambientato il suo famoso romanzo - La morte in vacanza - che ha ispirato un musical a Broadway, e il film Vi presento Joe Black, con Brad Pitt.

### Architetture militari
- Castello di Rocchetta Cairo. Citato per la prima volta il 5 novembre 1235, venne ceduto dai Cavalieri Ospitalieri di San Giovanni a favore del marchese Ottone Del Carretto. Fra le sue rovine fu trovato un sigillo papale di Paolo IV nella quale invitava a scacciare il nemico spagnolo.
- Ponte Romano. Simbolo del paese e via di comunicazione che rendeva possibili il transito sulla Via del Sale. Numerose sono le voci e le leggende che vollero che di li passassero: Napoleone Bonaparte, papa Innocenzo IV, san Francesco d'Assisi e molti altri personaggi della storia. Ancora oggi sorgono i dubbi se la struttura sia di origine romana, romanica, alemanna, o medievale.

### Aree naturali

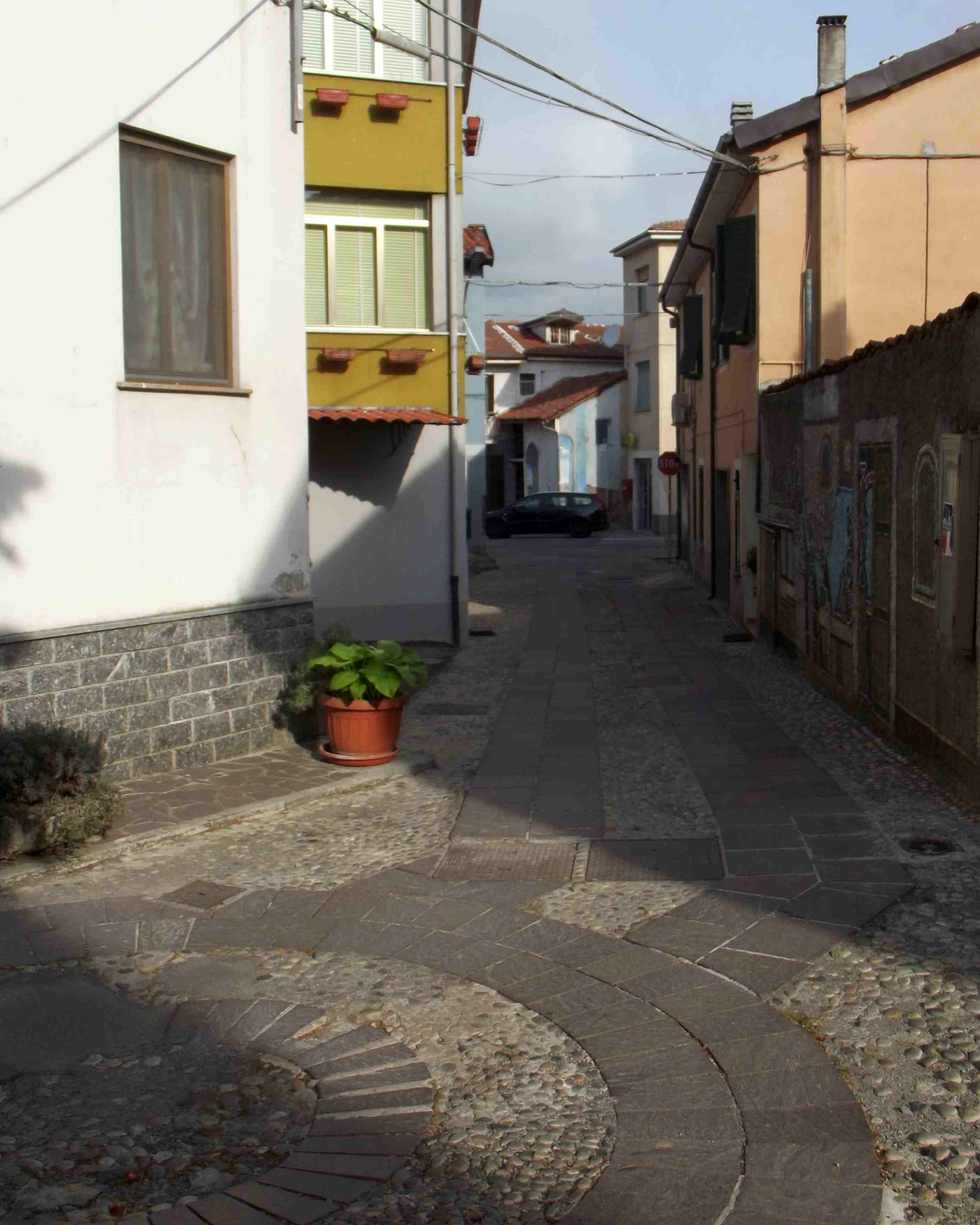
Una delle vie del centro storico

Nel territorio frazionale di Rocchetta Cairo sono presenti e preservati due siti di interesse comunitario, proposto dalla rete Natura 2000 della Liguria, per il suo particolare interesse naturale e geologico. Il primo sito è condiviso con il comune di Dego, nella piana alluvionale della Bormida. Tra la flora è segnalata la presenza dello zafferano ligure (Crocus ligusticus), mentre tra le specie animali il cavaliere d'Italia, il falco cuculo, l'albanella reale e la pavoncella.
Il secondo sito, anch'esso ubicato tra Dego e Rocchetta Cairo, presso la Riserva naturalistica dell'Adelasia, vede la presenza di orchidee e della cerra sughera; tra gli animali il gambero di fiume, coleotteri carabidi e il ferro di cavallo maggiore.
Altri siti naturali del territorio sono la Grotta degli Olmi e l'oasi faunistica della Piana di Rocchetta.

## Infrastrutture e trasporti

### Ferrovie
Rocchetta Cairo è dotata di una locale stazione ferroviaria sulla linea ferroviaria Alessandria-San Giuseppe di Cairo, ramo della Torino-Fossano-Savona.